# Versko, Kărdjali
Versko (în bulgară Верско) este un sat în comuna Cernoocene, regiunea Kărdjali,  Bulgaria. 

## Demografie
Componența etnică a satului Versko
     Turci (97,82%)
     Nicio identificare (2,17%)
     Altele (0%)
La recensământul din 2011, populația satului Versko era de 46 locuitori. Din punct de vedere etnic, majoritatea locuitorilor (97,82%) erau turci. Pentru 2,17% din locuitori nu este cunoscută apartenența etnică.